# Music Canada
A Music Canada nonprofit szervezet, amely a kanadai hanglemezgyártók, kereskedők és zenei művészek érdekeit képviseli. A szervezet központja Torontóban van. 1963-ban alakult tíz taggal Canadian Record Manufacturer's Association néven, majd 1972-ben Canadian Recording Industry Associationre (CRIA) változtatta a nevét, és megnyitotta a tagsági lehetőséget egyéb kanadai zeneipari cégek irányába is. 2011-től viseli a Music Canada nevet. A szervezetet évente választott igazgatótanács vezeti, a szervezeti tagok pedig külön jogokat kapnak a piaci súlyuknak megfelelően, például csak az A osztályú tagok szavazhatnak.
A szervezet adja át a kanadai lemezeladások után az arany és platinalemezeket.

## Arany- és platinalemezek
Nagylemez
| Minősítés | 2008. május 1-je előtt megjelent | 2008. május 1-je után megjelent |
| --------- | -------------------------------- | ------------------------------- |
| arany     | 50 000                           | 40 000                          |
| platina   | 100 000                          | 80 000                          |
| gyémánt   | 1 000                            | 800 000                         |

Kislemez
| Minősítés | 1982. február 1-je előtt megjelent | 2002 szeptembere előtt megjelent | 2002 szeptembere után megjelent |
| --------- | ---------------------------------- | -------------------------------- | ------------------------------- |
| arany     | 75 000                             | 50 000                           | 5 000                           |
| Platinum  | 150 000                            | 100 000                          | 10 000                          |

Internetről letöltött kislemez
| Minősítés | For releases before January 1, 2007 | For releases before March, 2010 | For releases after May 1, 2010 |
| --------- | ----------------------------------- | ------------------------------- | ------------------------------ |
| arany     | 10 000                              | 20 000                          | 40 000                         |
| platina   | 20 000                              | 40 000                          | 80 000                         |

Csengőhangok
| Minősítés | Minden csengőhangra |
| --------- | ------------------- |
| arany     | 20 000              |
| platina   | 40 000              |

Videók
| Minősítés | Minden videóra |
| --------- | -------------- |
| arany     | 5 000          |
| platina   | 10 000         |

## Külső hivatkozások
- Music Canada weboldal